# R. J. Mitchell (astronome)
Pour les articles homonymes, voir Mitchell et R. J. Mitchell.
R.J. Mitchell est un astronome actif dans les années 1850. Il est l'assistant de William Parsons.

## Biographie
Il étudie à l'université nationale d'Irlande à Galway et est employé comme assistant scientifique de Lord Rosse en 1853. Il est également enseignant auprès des fils de Lord Rosse.
Mitchell est un observateur et un dessinateur qui a fait de nombreuses découvertes avec le Léviathan de Parsonstown et, nombre des découvertes revendiquées par Lord Rosse ont en réalité été faites par Mitchell. Après avoir démissionné en mai 1858, Mitchell entame une carrière dans la fonction publique irlandaise.